# Lijst van vlaggen van Portugese gemeenten
Dit artikel bevat een lijst van vlaggen van Portugese gemeenten. Portugal telt 308 gemeenten: 278 op het vasteland, 11 op Madeira en 19 op de Azoren. (Portugees: municípios of conceilhos), die per district worden weergegeven.

## Aveiro

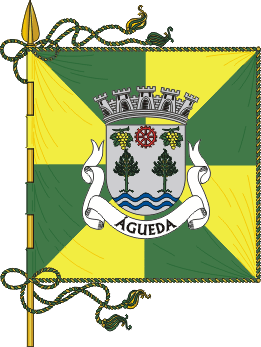
Águeda
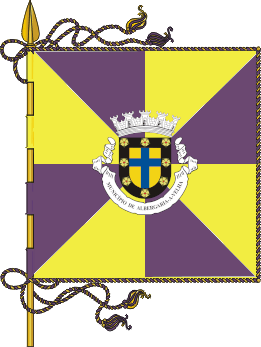
Albergaria-a-Velha
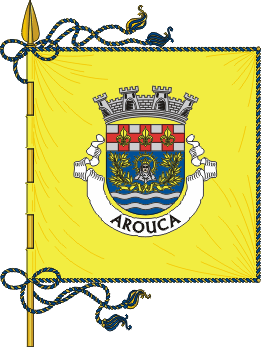
Arouca
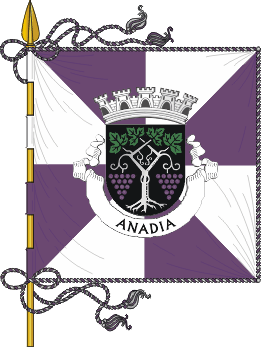
Anadia
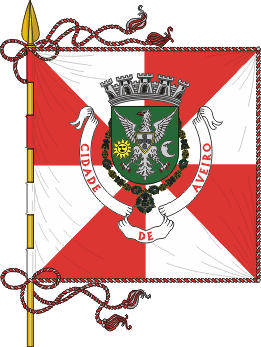
Aveiro
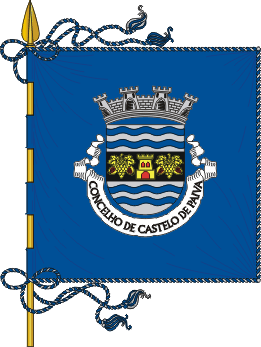
Castelo de Paiva
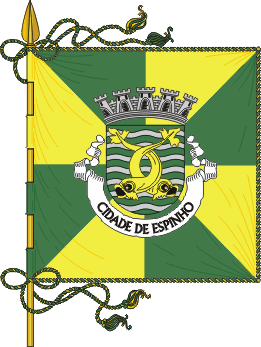
Espinho
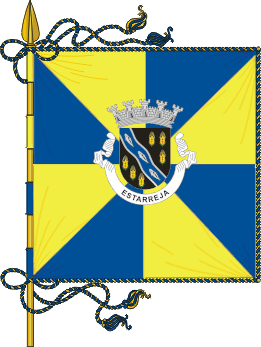
Estarreja
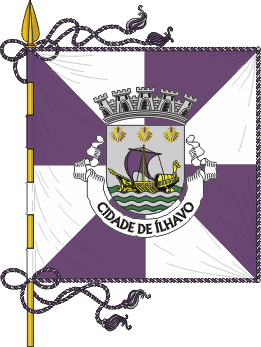
Ílhavo
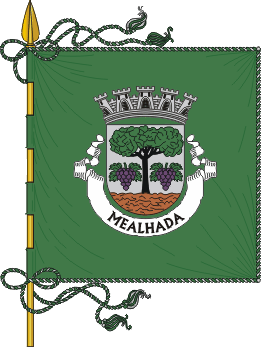
Mealhada
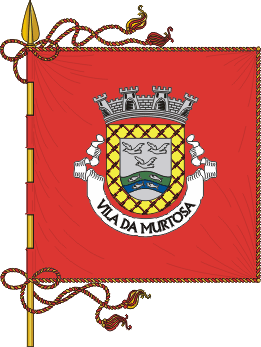
Murtosa
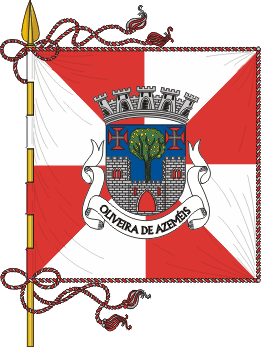
Oliveira de Azeméis
Oliveira do Bairro
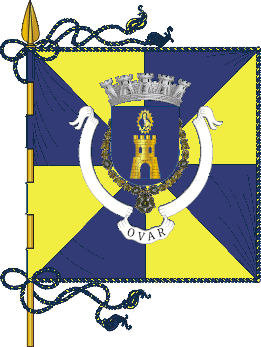
Ovar
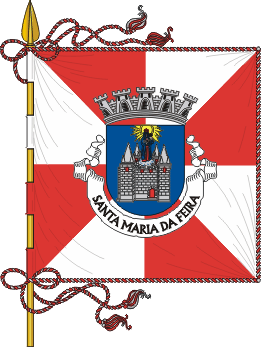
Santa Maria da Feira
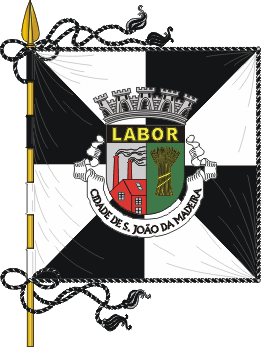
São João da Madeira
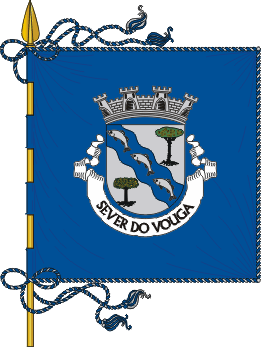
Sever do Vouga
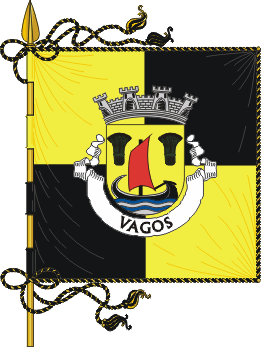
Vagos
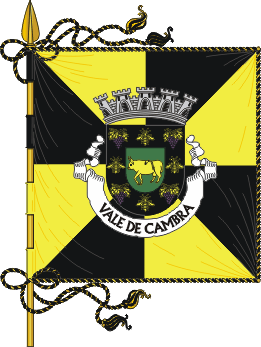
Vale de Cambra

## Azoren

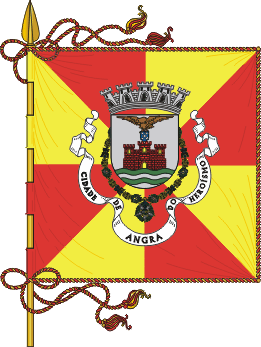
Angra do Heroísmo
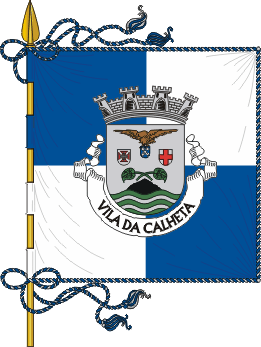
Calheta
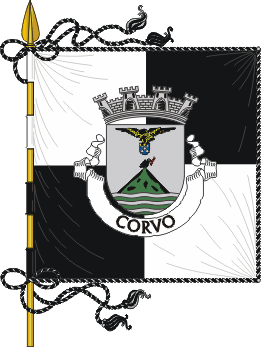
Corvo
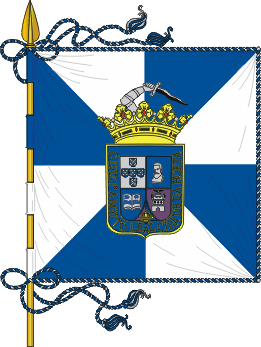
Horta
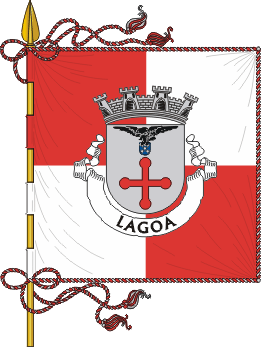
Lagoa
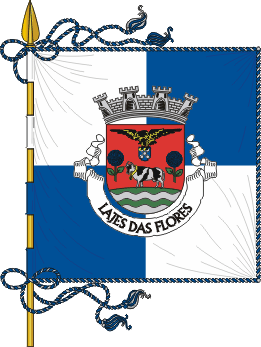
Lajes das Flores
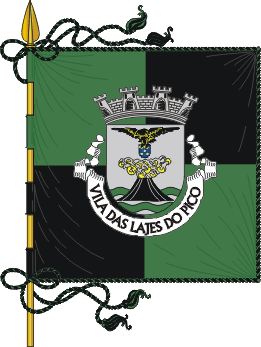
Lajes do Pico
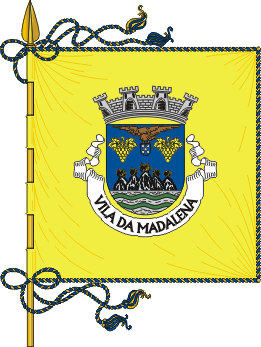
Madalena
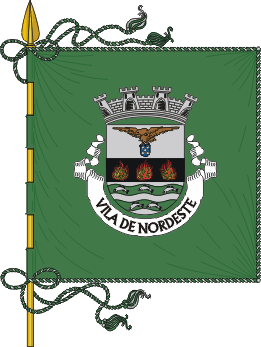
Nordeste
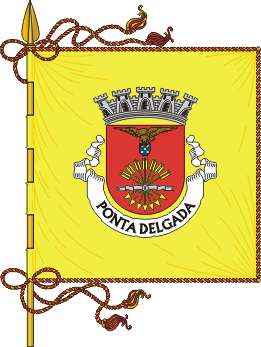
Ponta Delgada
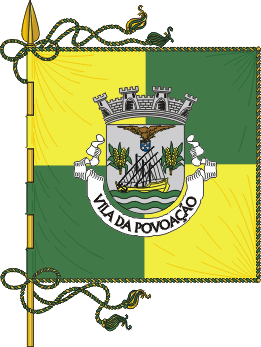
Povoação
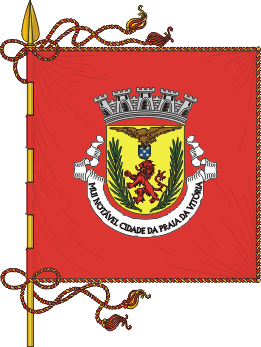
Praia da Vitória
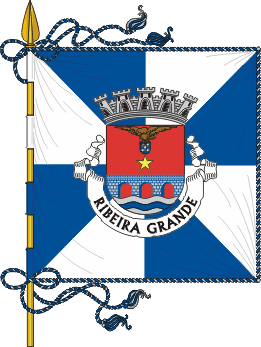
Ribeira Grande
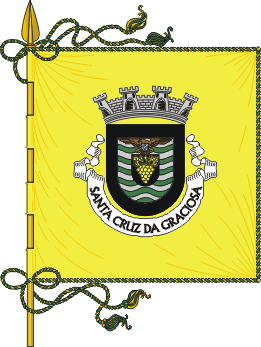
Santa Cruz da Graciosa
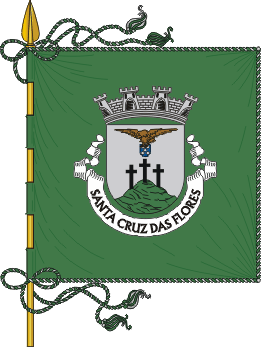
Santa Cruz das Flores
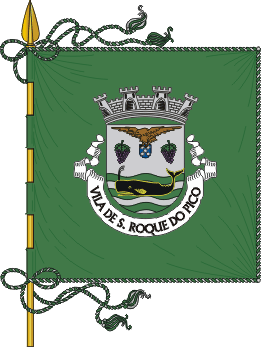
São Roque do Pico
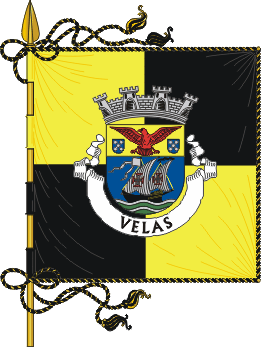
Velas
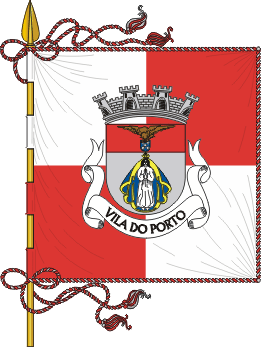
Vila do Porto
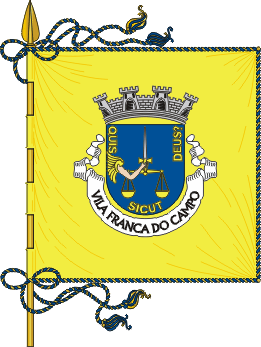
Vila Franca do Campo

## Beja

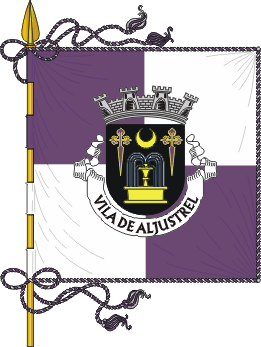
Aljustrel
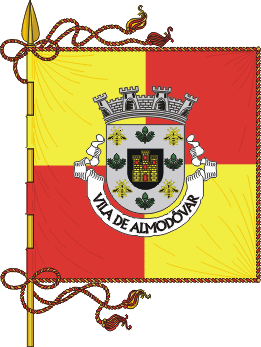
Almodôvar
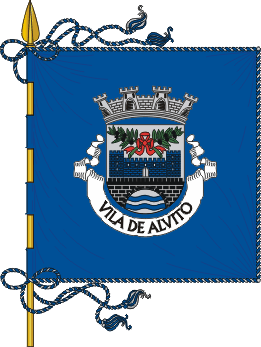
Alvito
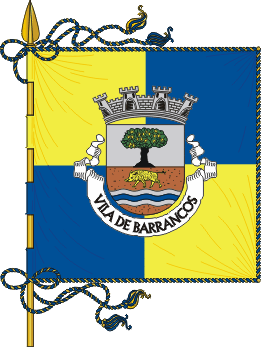
Barrancos
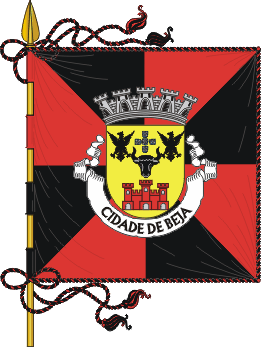
Beja
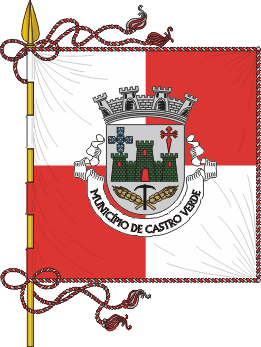
Castro Verde
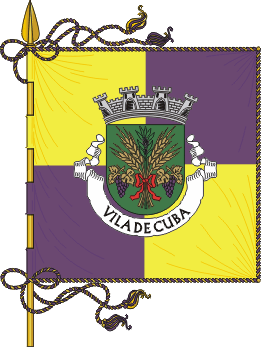
Cuba
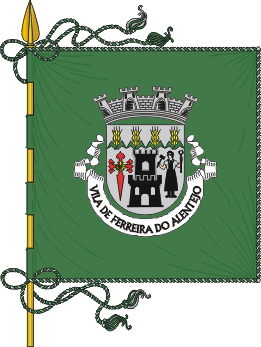
Ferreira do Alentejo
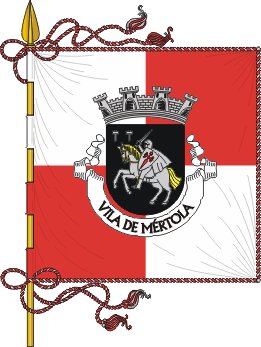
Mértola
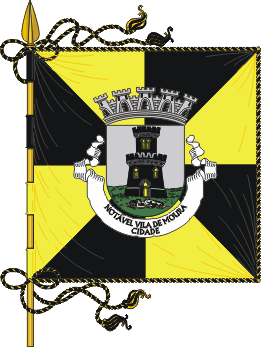
Moura
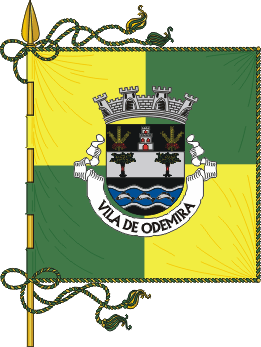
Odemira
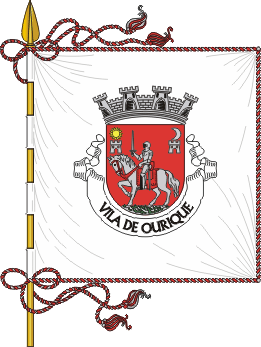
Ourique
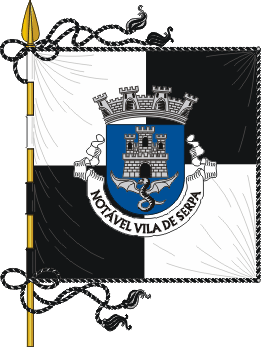
Serpa
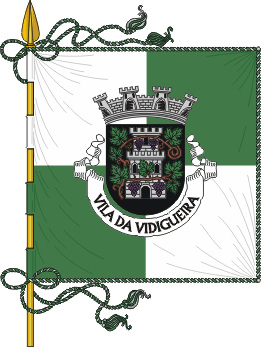
Vidigueira

## Braga

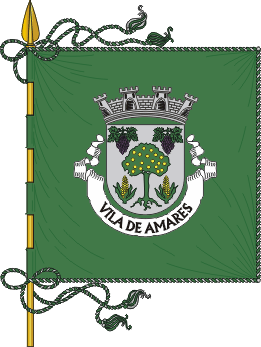
Amares
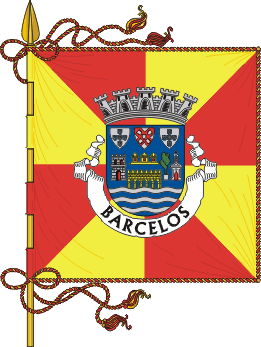
Barcelos
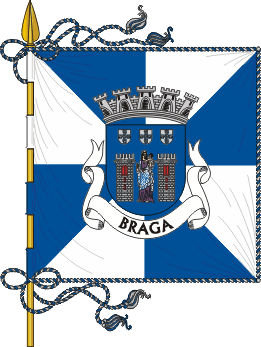
Braga
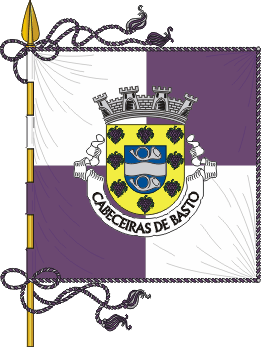
Cabeceiras de Basto
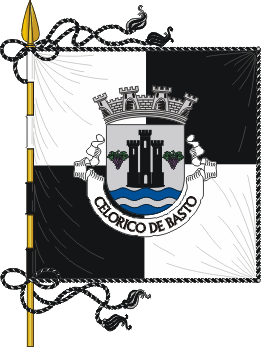
Celorico de Basto
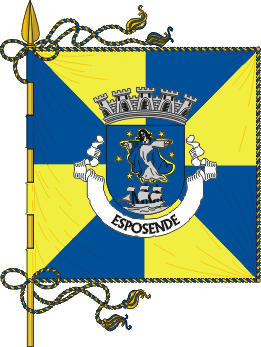
Esposende
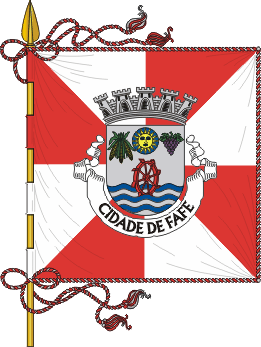
Fafe
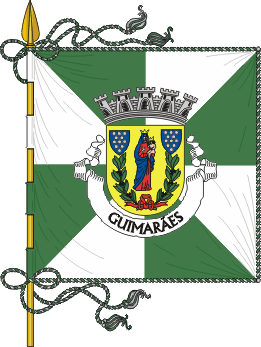
Guimarães
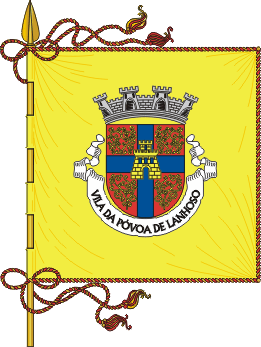
Póvoa de Lanhoso
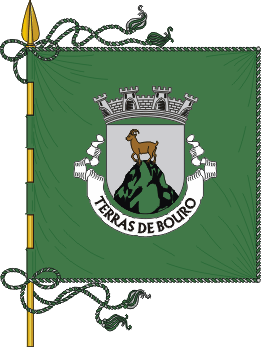
Terras de Bouro
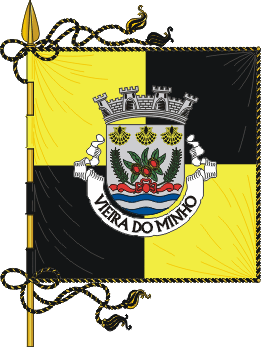
Vieira do Minho
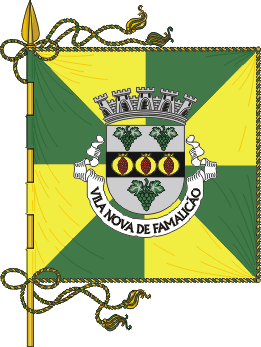
Vila Nova de Famalicão
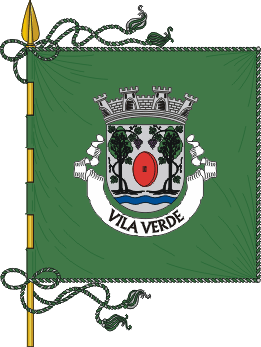
Vila Verde
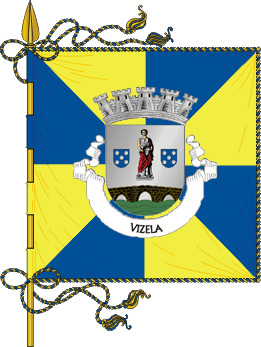
Vizela

## Bragança

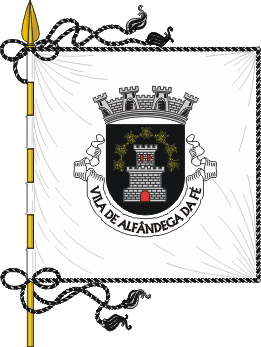
Alfândega da Fé
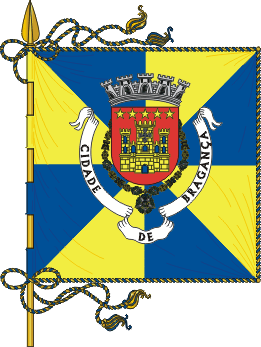
Bragança
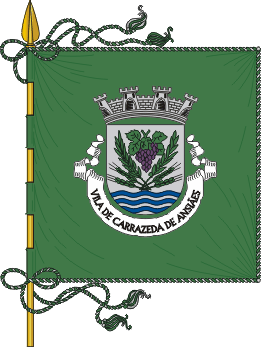
Carrazeda de Ansiães
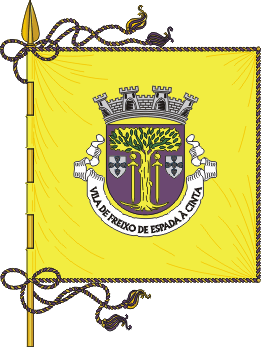
Freixo de Espada à Cinta
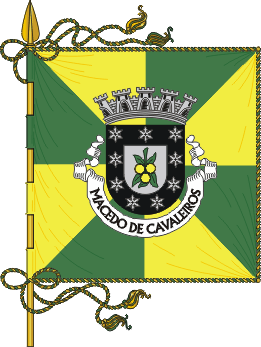
Macedo de Cavaleiros
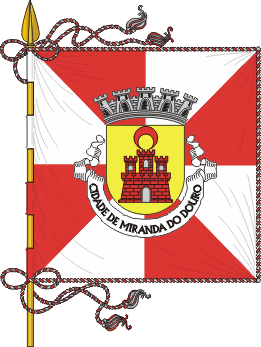
Miranda do Douro
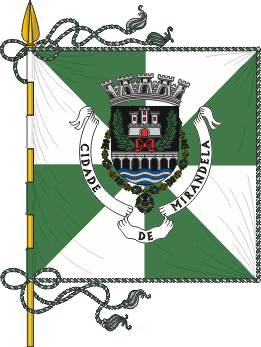
Mirandela
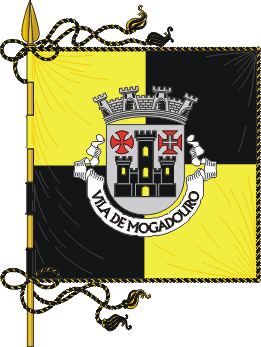
Mogadouro
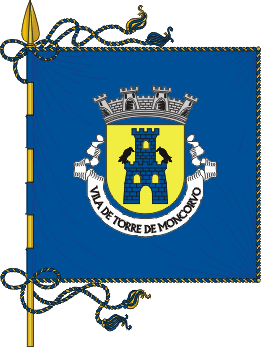
Torre de Moncorvo
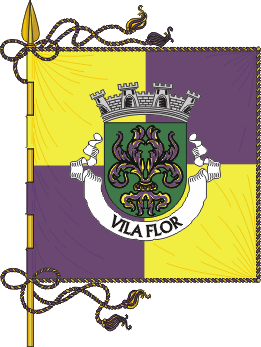
Vila Flor
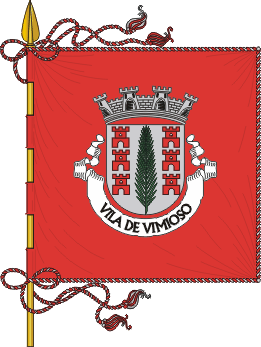
Vimioso
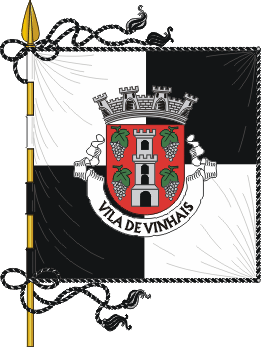
Vinhais

## Castelo Branco

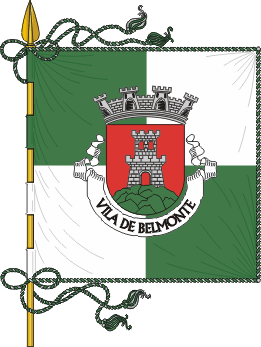
Belmonte
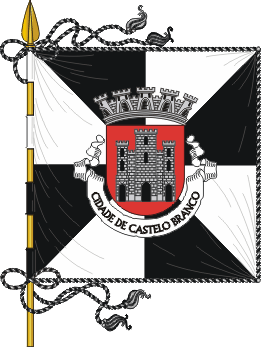
Castelo Branco
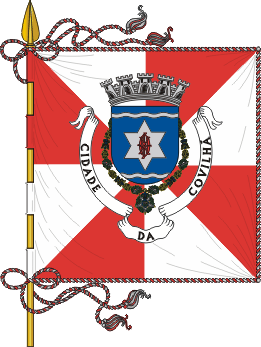
Covilhã
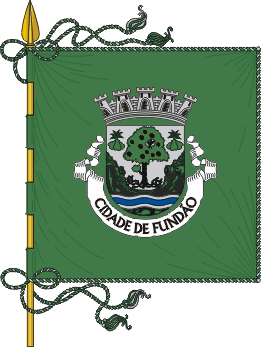
Fundão
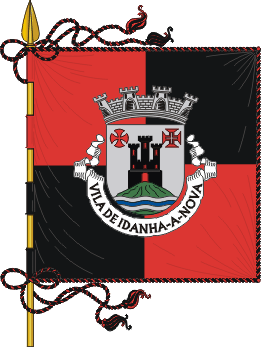
Idanha-a-Nova
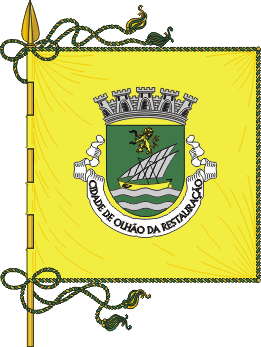
Oleiros
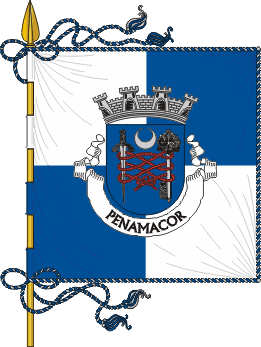
Penamacor
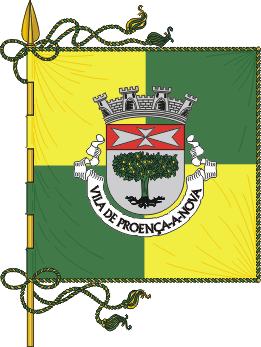
Proença-a-Nova
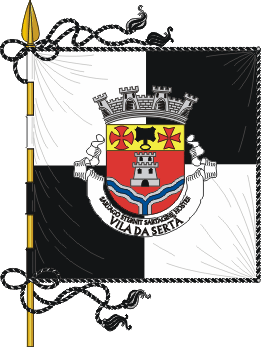
Sertã
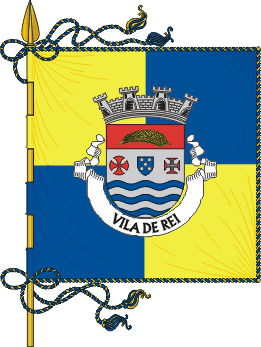
Vila de Rei
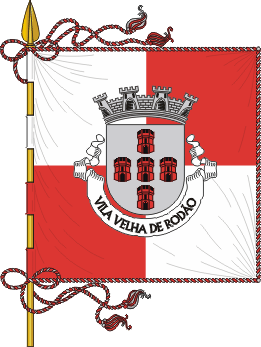
Vila Velha de Ródão

## Coimbra

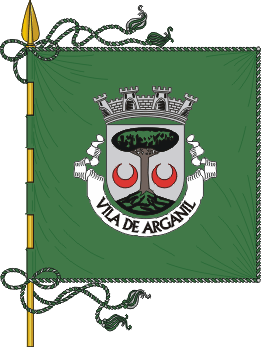
Arganil
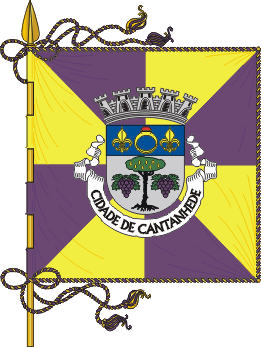
Cantanhede
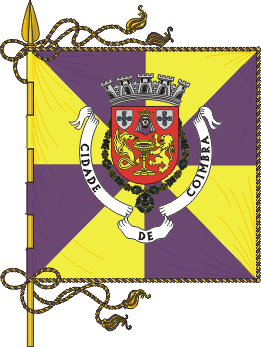
Coimbra
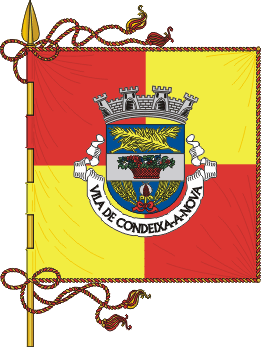
Condeixa-a-Nova
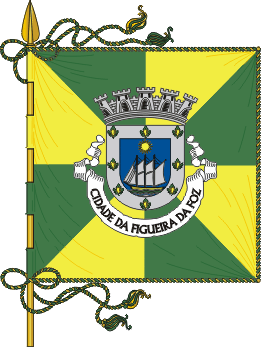
Figueira da Foz
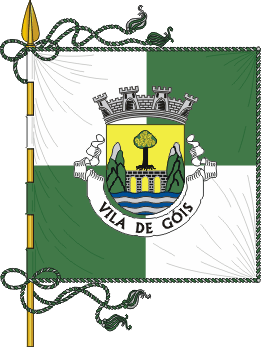
Góis
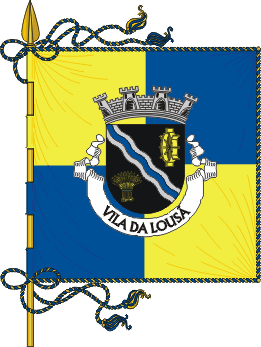
Lousã
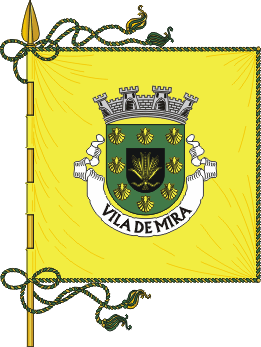
Mira
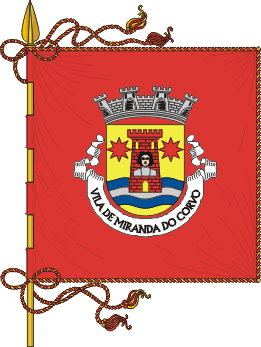
Miranda do Corvo
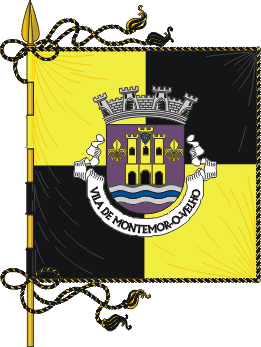
Montemor-o-Velho
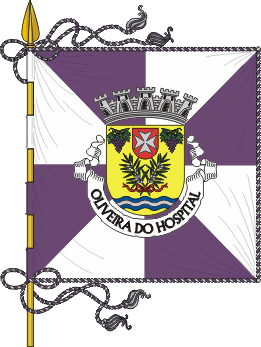
Oliveira do Hospital
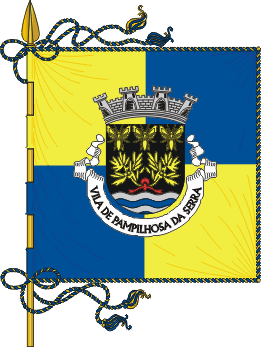
Pampilhosa da Serra
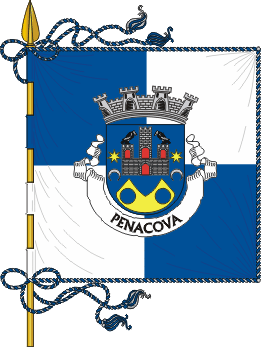
Penacova
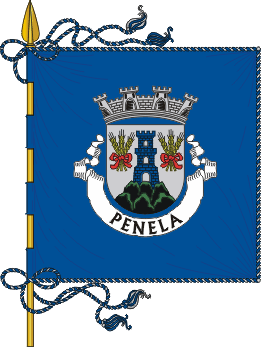
Penela
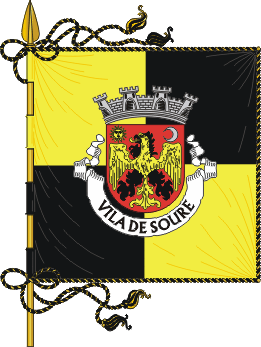
Soure
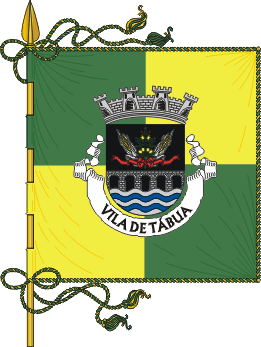
Tábua
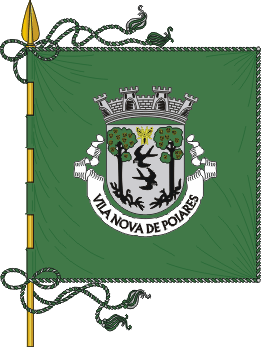
Vila Nova de Poiares

## Évora

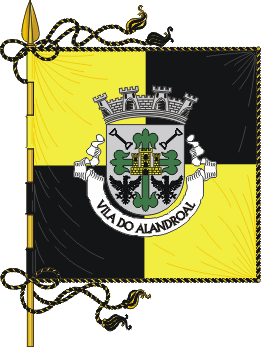
Alandroal
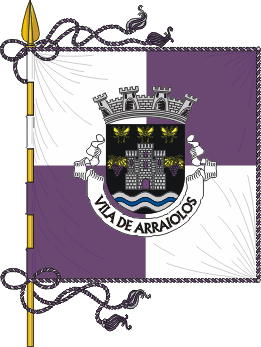
Arraiolos
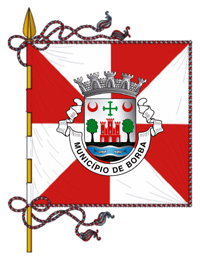
Borba
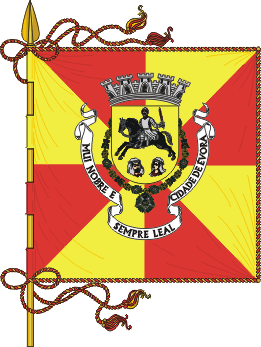
Évora
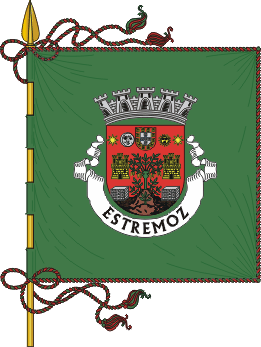
Estremoz
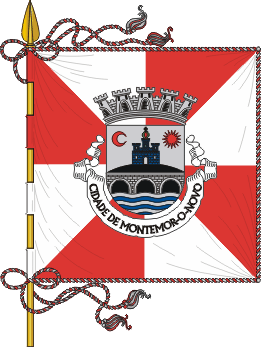
Montemor-o-Novo
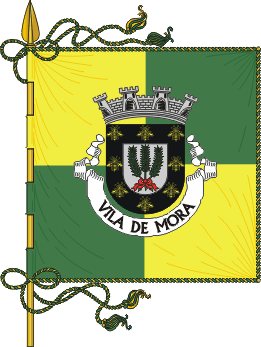
Mora
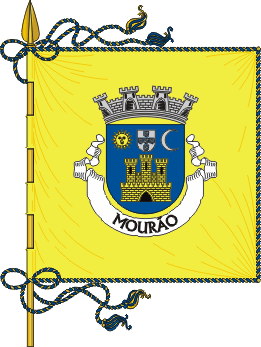
Mourão
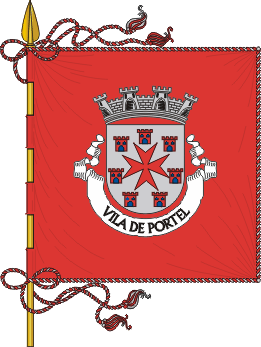
Portel
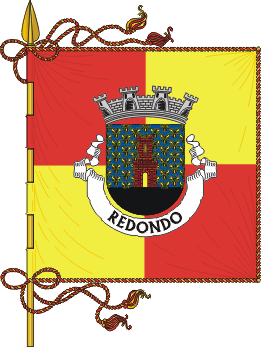
Redondo
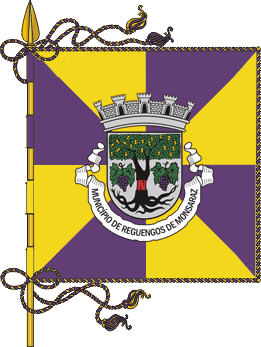
Reguengos de Monsaraz
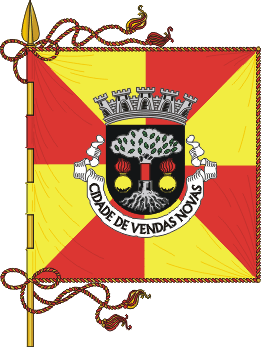
Vendas Novas
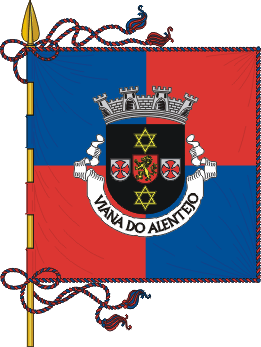
Viana do Alentejo
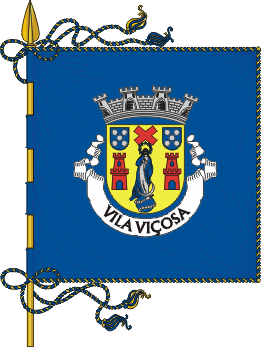
Vila Viçosa

## Faro

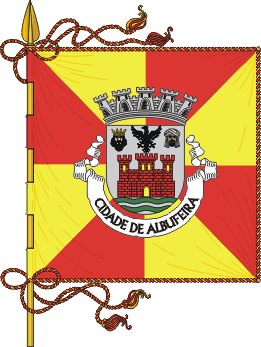
Albufeira
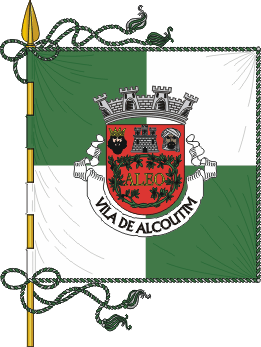
Alcoutim
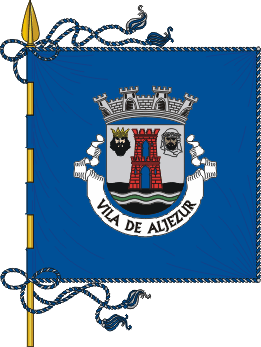
Aljezur
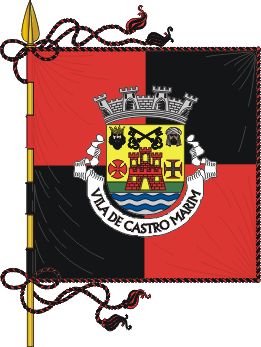
Castro Marim
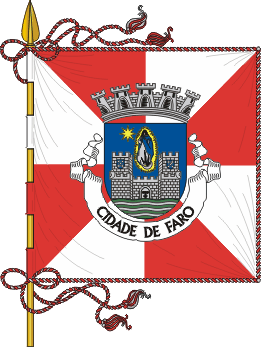
Faro
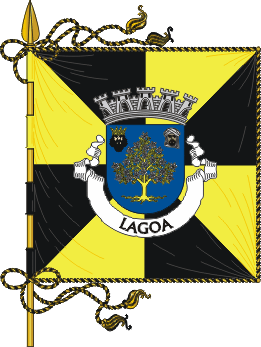
Lagoa
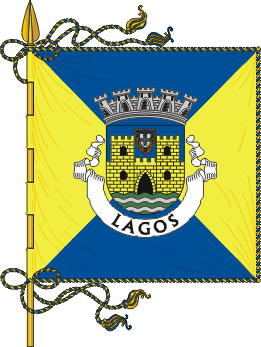
Lagos
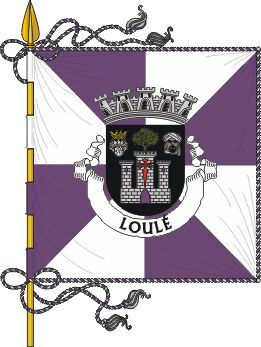
Loulé
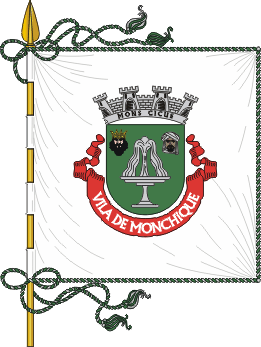
Monchique
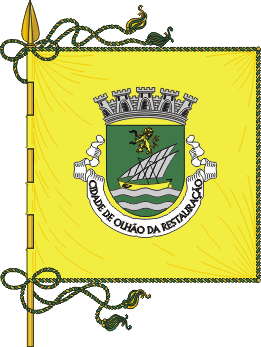
Olhão
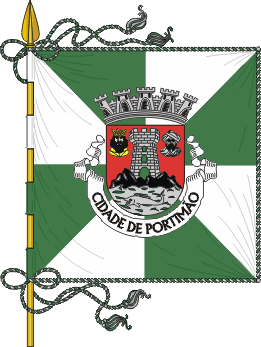
Portimão
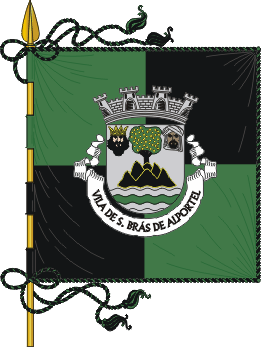
São Brás de Alportel
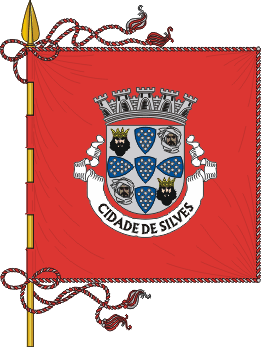
Silves
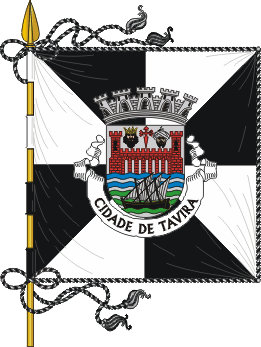
Tavira
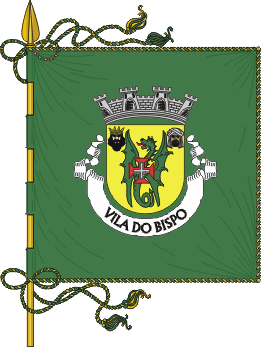
Vila do Bispo
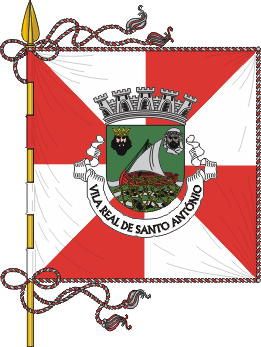
Vila Real de Santo António

## Guarda

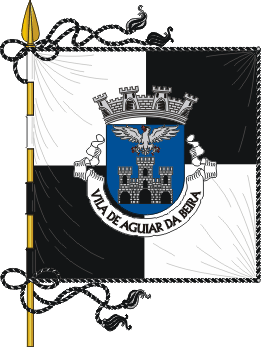
Aguiar da Beira
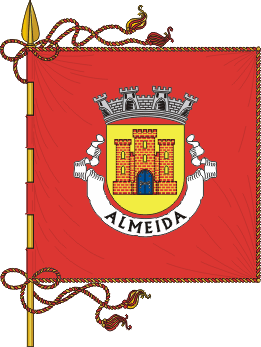
Almeida
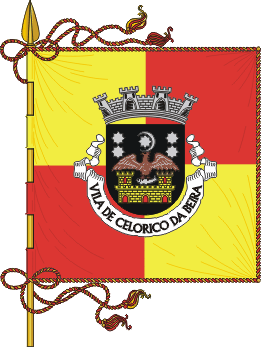
Celorico da Beira
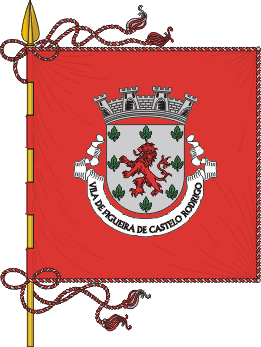
Figueira de Castelo Rodrigo
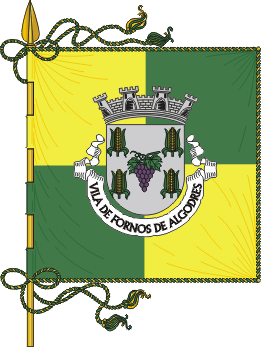
Fornos de Algodres
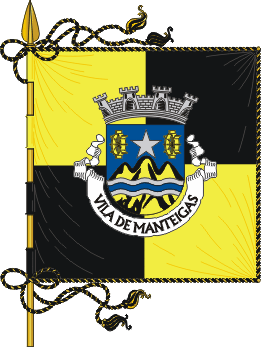
Manteigas
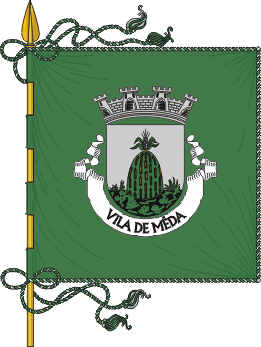
Mêda
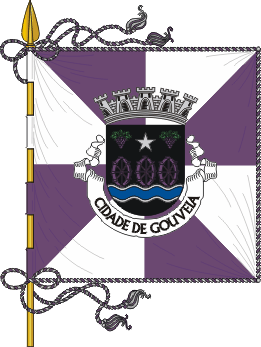
Gouveia
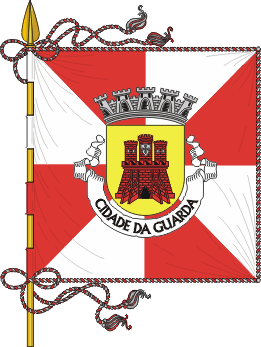
Guarda
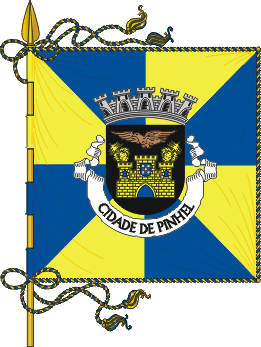
Pinhel
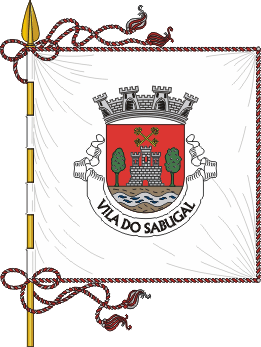
Sabugal
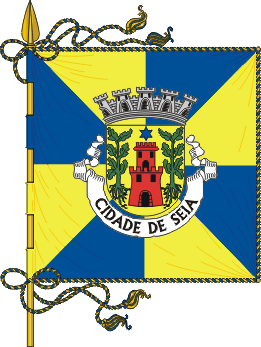
Seia
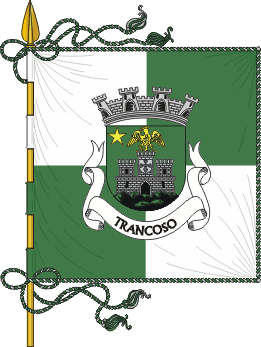
Trancoso
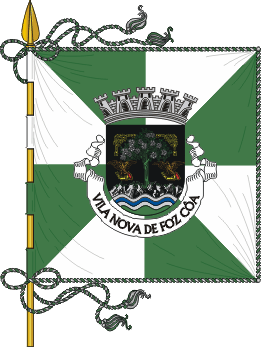
Vila Nova de Foz Côa

## Leiria

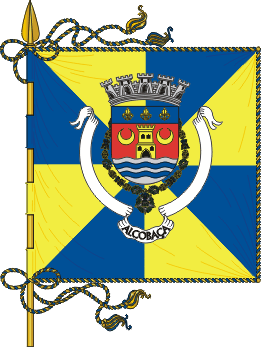
Alcobaça
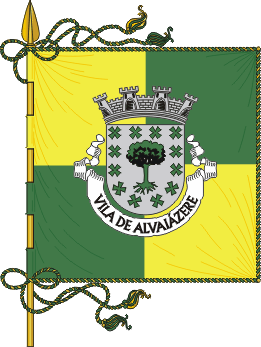
Alvaiázere
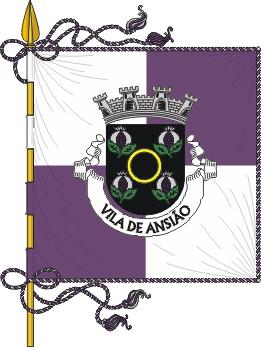
Ansião
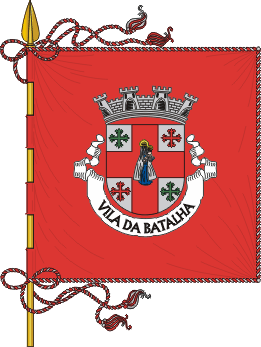
Batalha
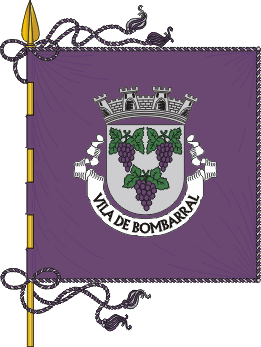
Bombarral
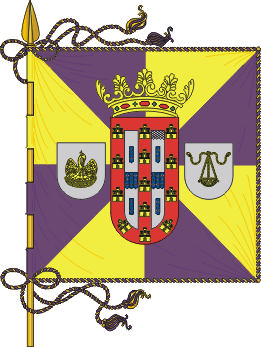
Caldas da Rainha
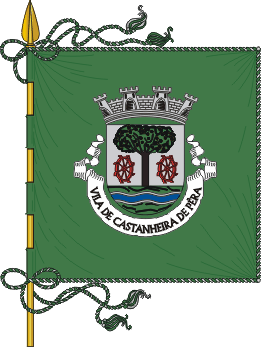
Castanheira de Pêra
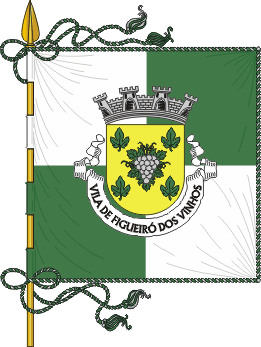
Figueiró dos Vinhos
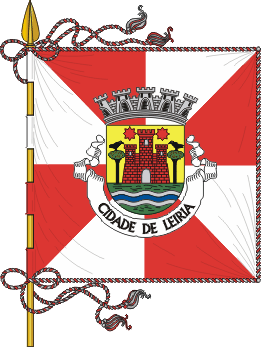
Leiria
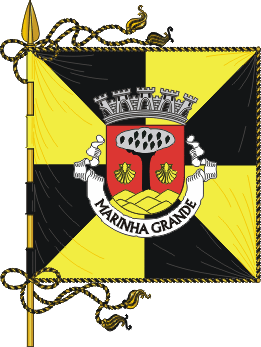
Marinha Grande
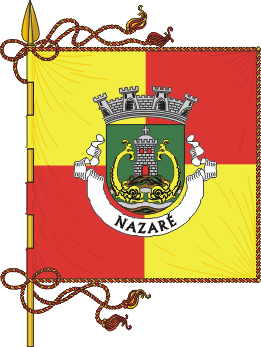
Nazaré
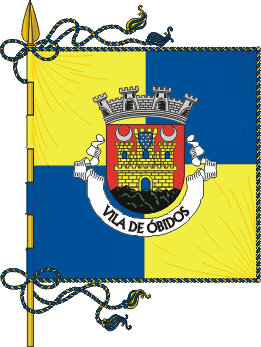
Óbidos
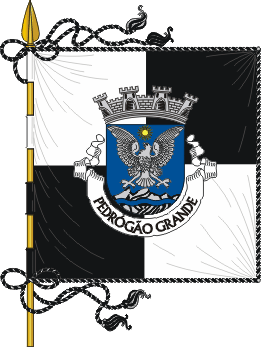
Pedrógão Grande
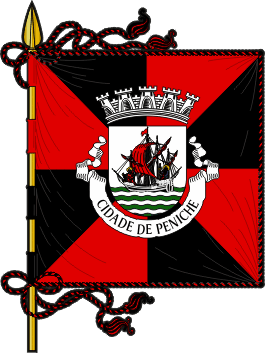
Peniche
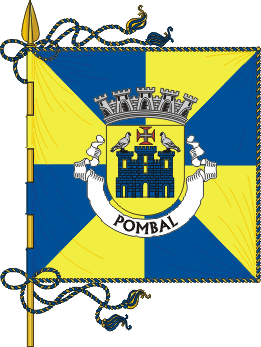
Pombal
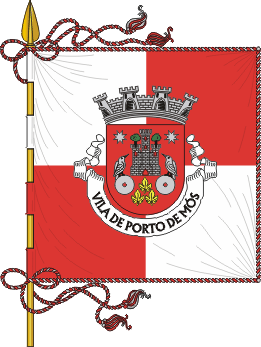
Porto de Mós

## Lissabon

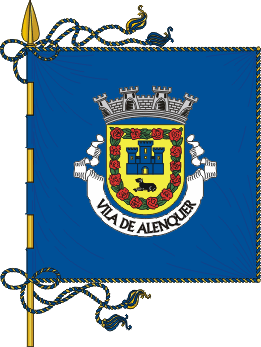
Alenquer
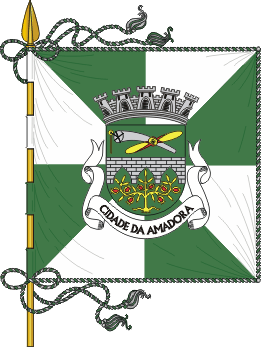
Amadora
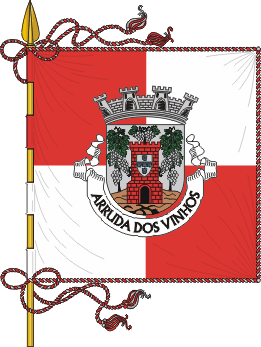
Arruda dos Vinhos
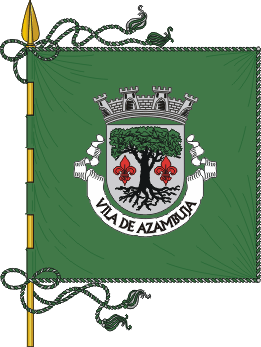
Azambuja
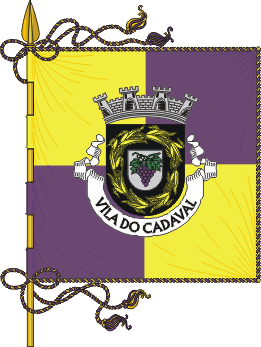
Cadaval
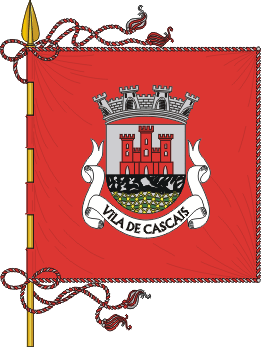
Cascais
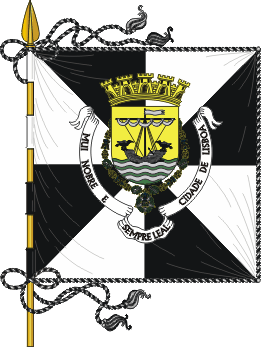
Lissabon (Vlag)
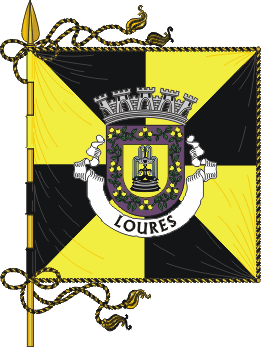
Loures
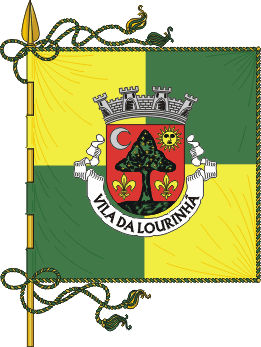
Lourinhã
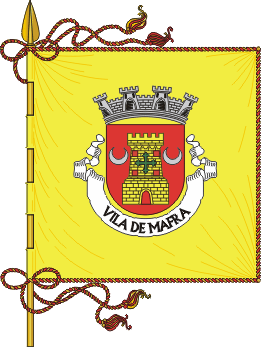
Mafra
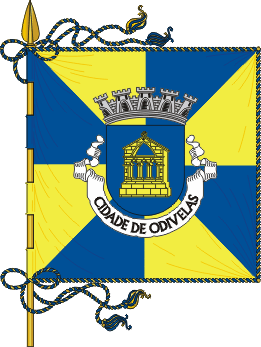
Odivelas
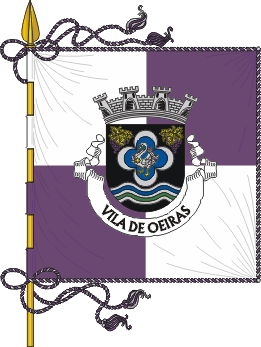
Oeiras
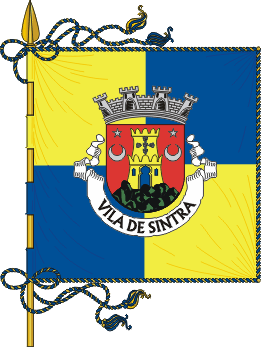
Sintra
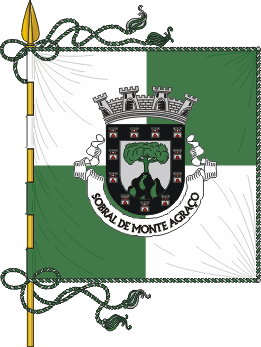
Sobral de Monte Agraço
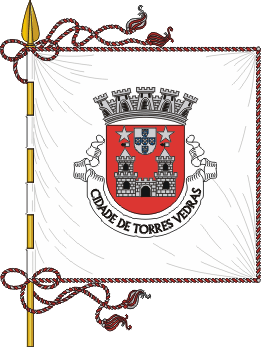
Torres Vedras
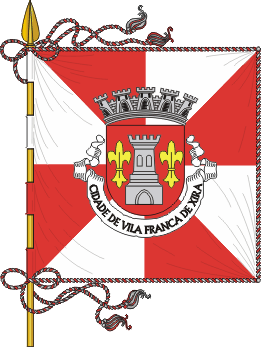
Vila Franca de Xira

## Madeira

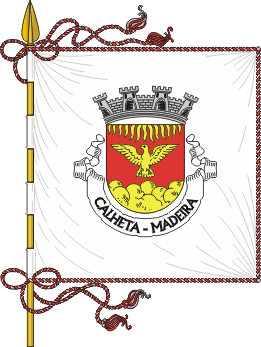
Calheta (Madeira)
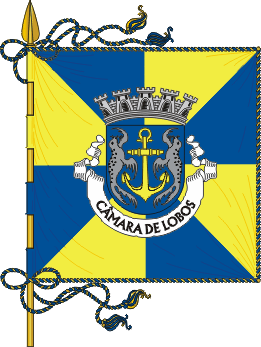
Câmara de Lobos
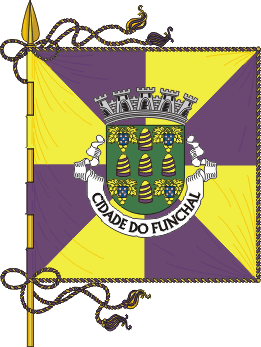
Funchal
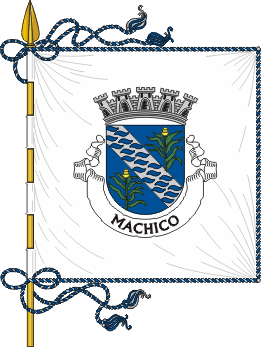
Machico
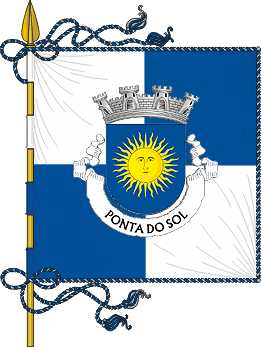
Ponta do Sol
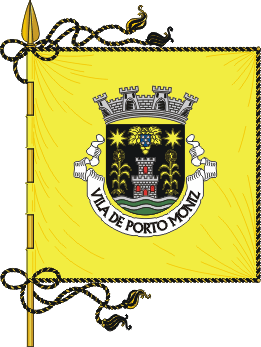
Porto Moniz
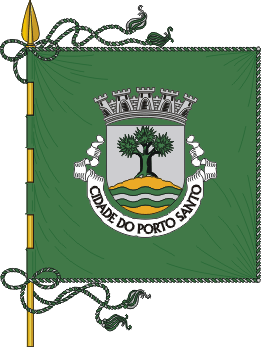
Porto Santo
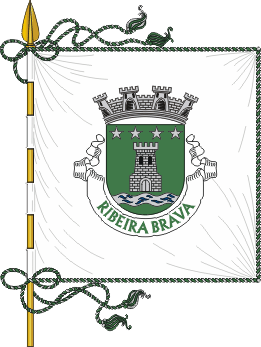
Ribeira Brava
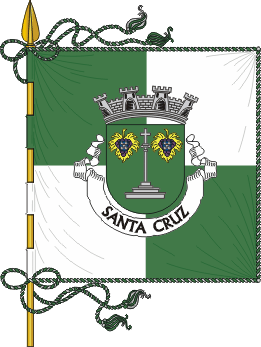
Santa Cruz
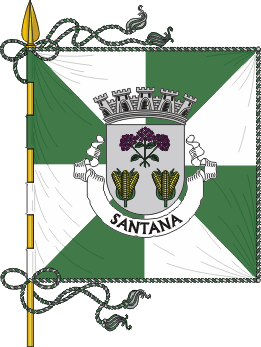
Santana
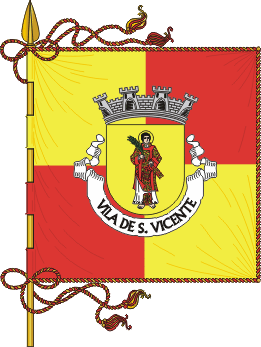
São Vicente

## Portalegre

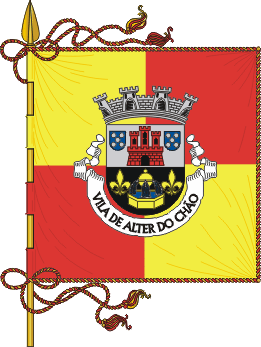
Alter do Chão
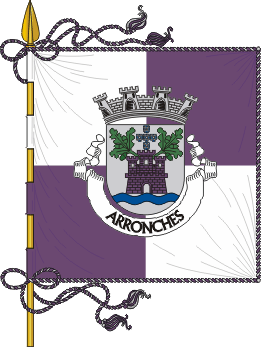
Arronches
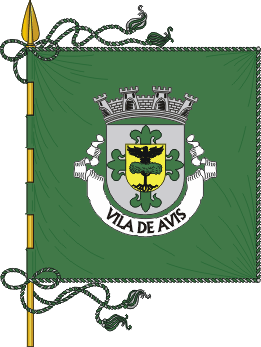
Avis
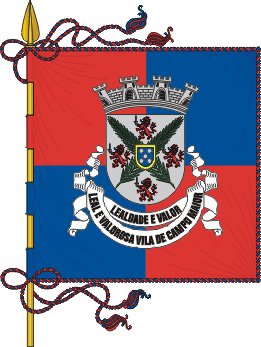
Campo Maior
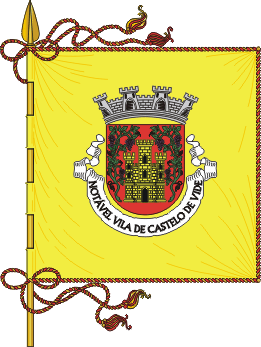
Castelo de Vide
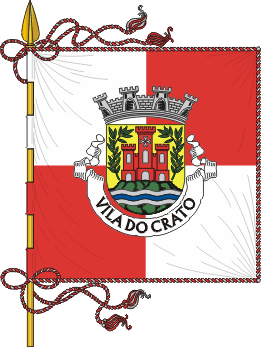
Crato
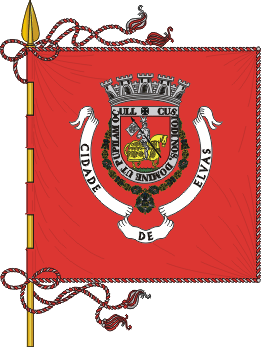
Elvas
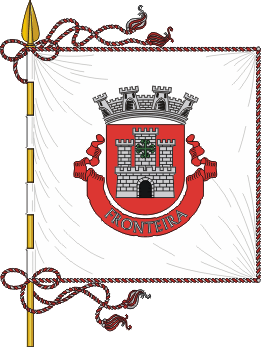
Fronteira
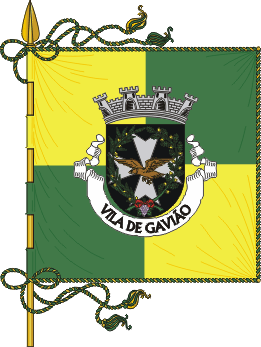
Gavião
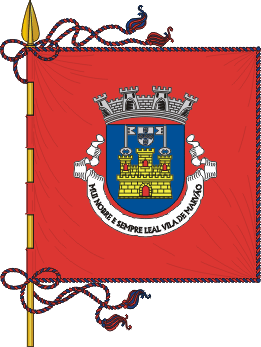
Marvão
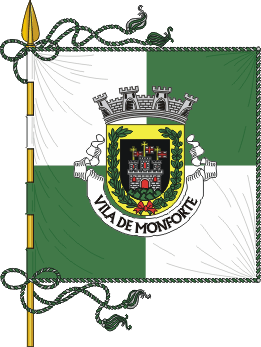
Monforte
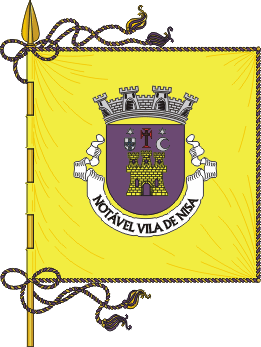
Nisa
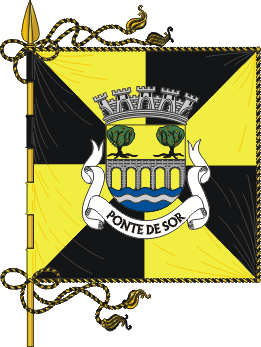
Ponte de Sor
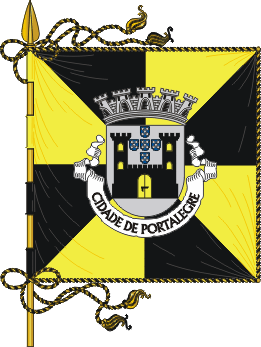
Portalegre
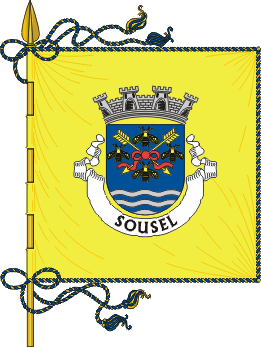
Sousel

## Porto

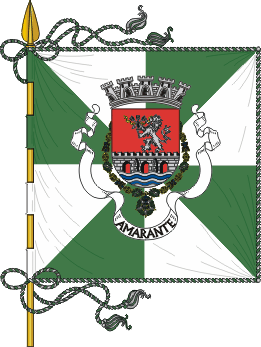
Amarante
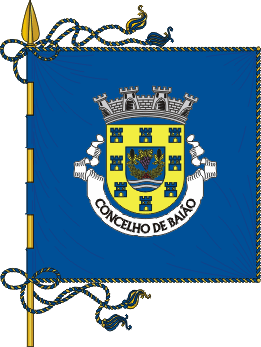
Baião
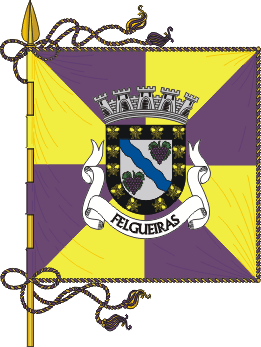
Felgueiras
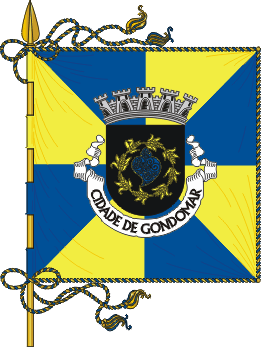
Gondomar
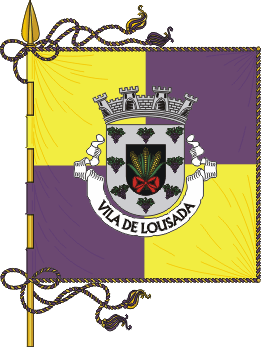
Lousada
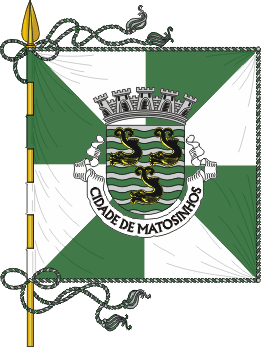
Matosinhos
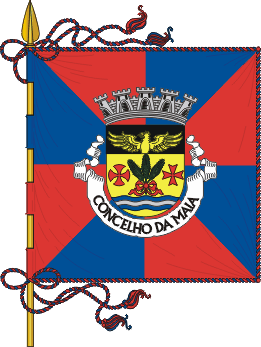
Maia
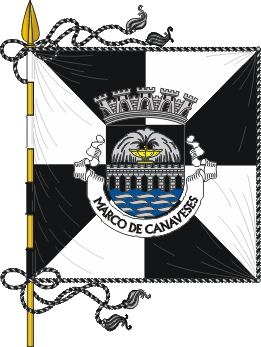
Marco de Canaveses
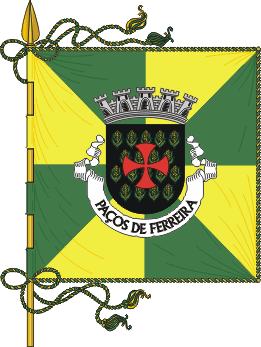
Paços de Ferreira
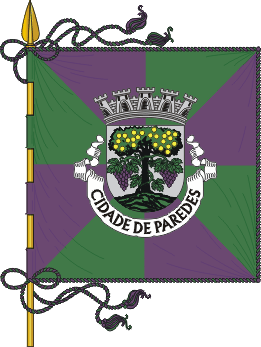
Paredes
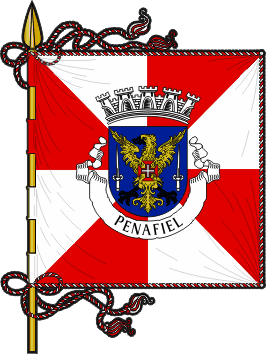
Penafiel
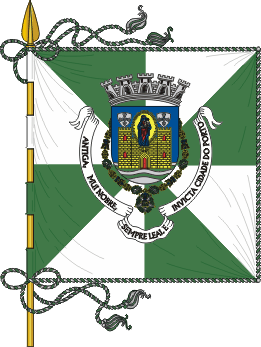
Porto
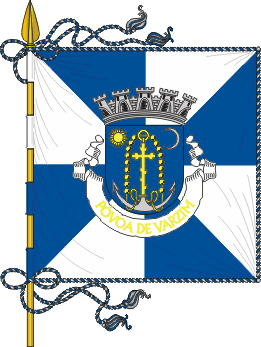
Póvoa de Varzim
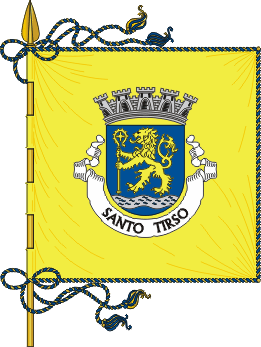
Santo Tirso
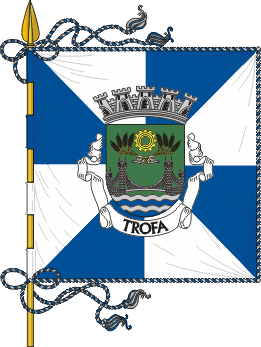
Trofa
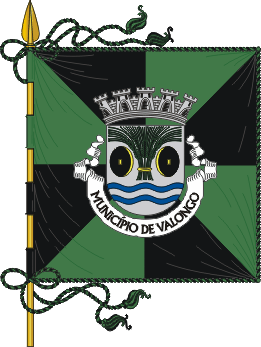
Valongo
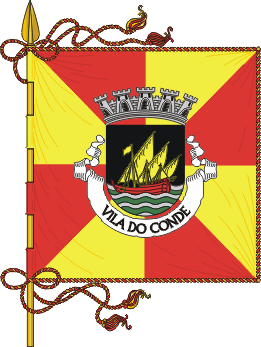
Vila do Conde
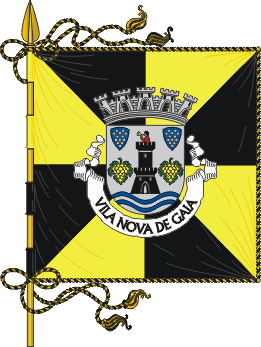
Vila Nova de Gaia

## Santarém

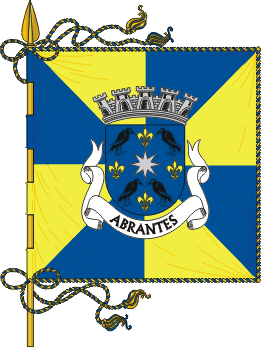
Abrantes
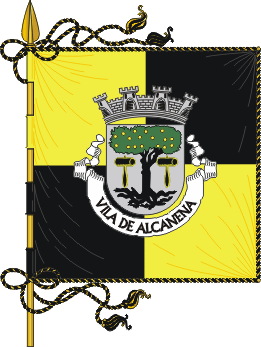
Alcanena
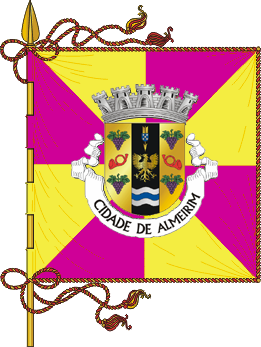
Almeirim
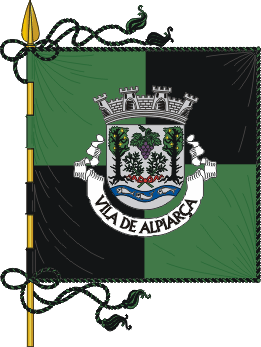
Alpiarça
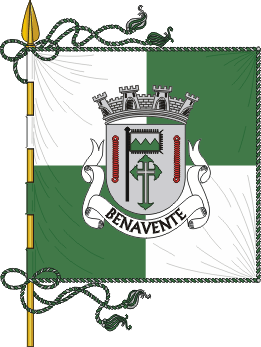
Benavente
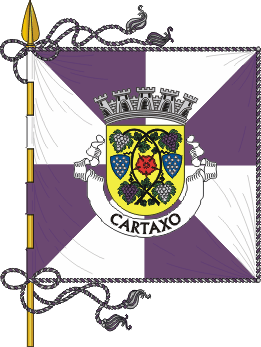
Cartaxo
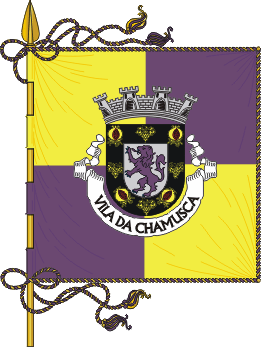
Chamusca
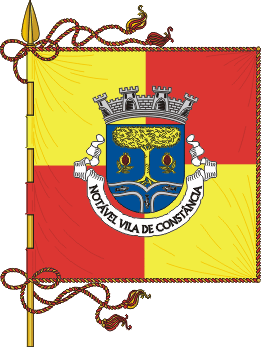
Constância
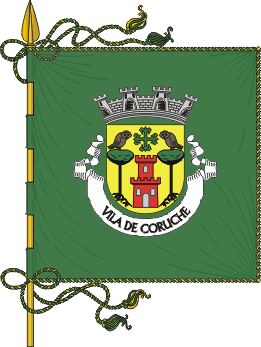
Coruche
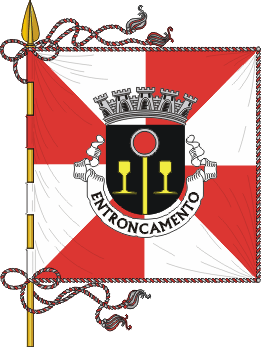
Entroncamento
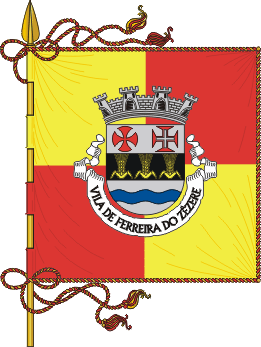
Ferreira do Zêzere
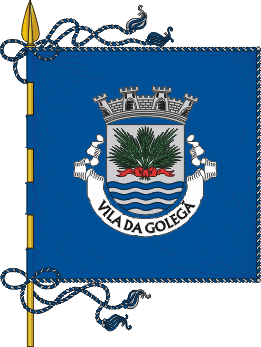
Golegã
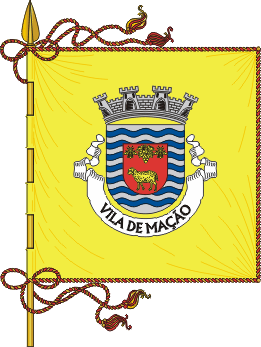
Mação
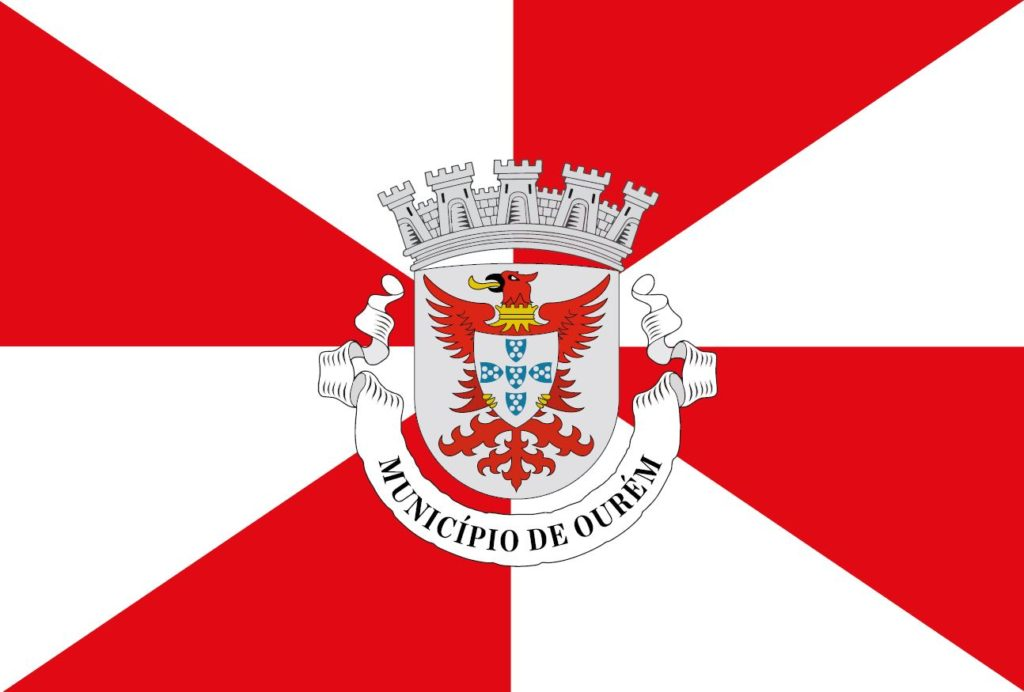
Ourém
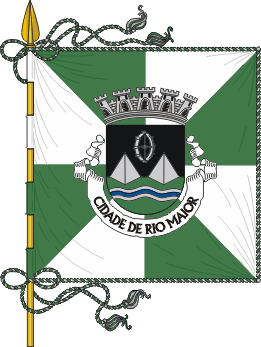
Rio Maior
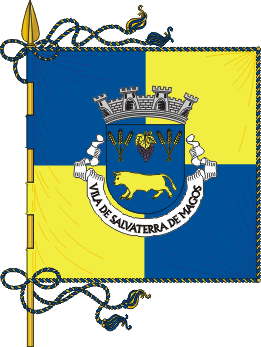
Salvaterra de Magos
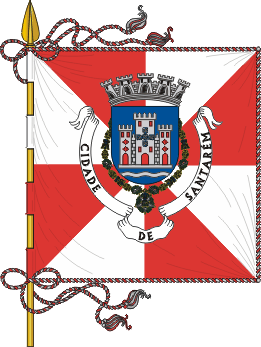
Santarém
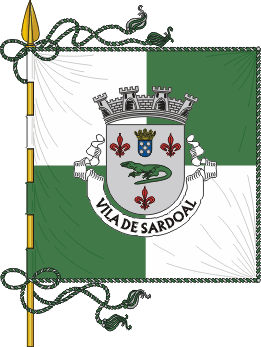
Sardoal
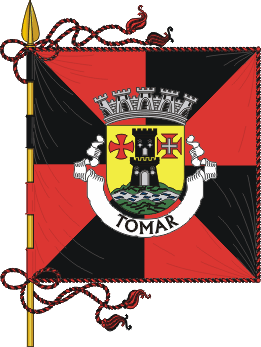
Tomar
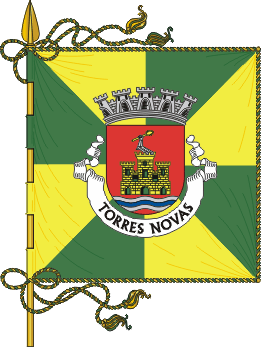
Torres Novas
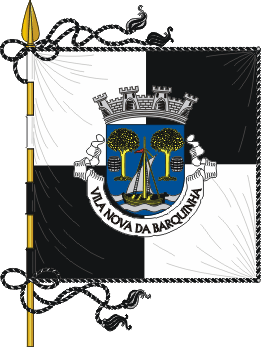
Vila Nova da Barquinha

## Setúbal

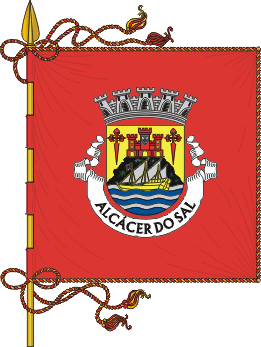
Alcácer do Sal
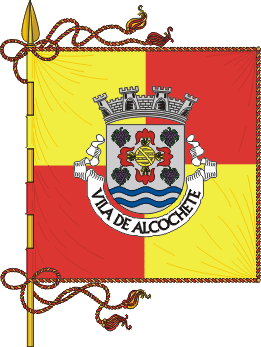
Alcochete
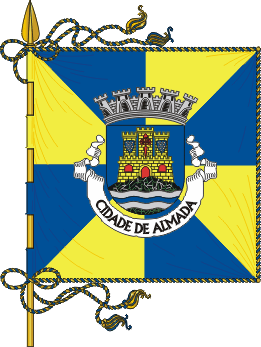
Almada
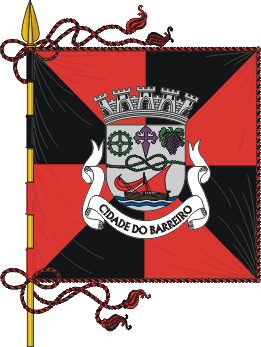
Barreiro
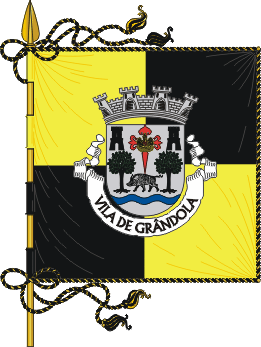
Grândola
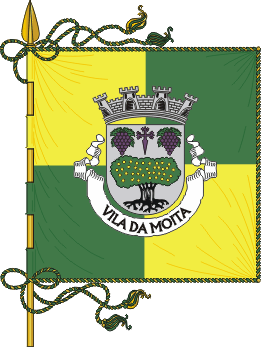
Moita
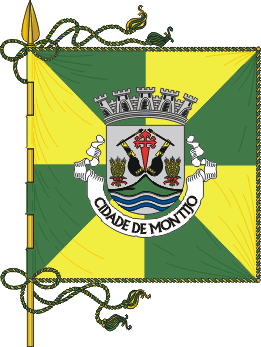
Montijo
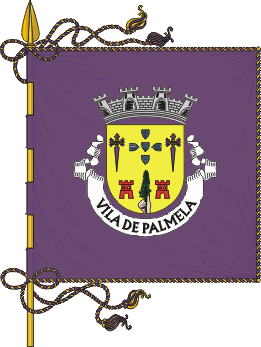
Palmela
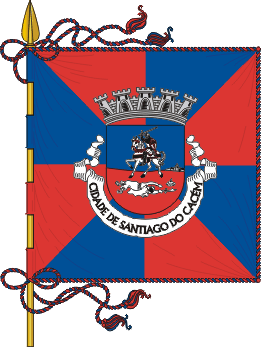
Santiago do Cacém
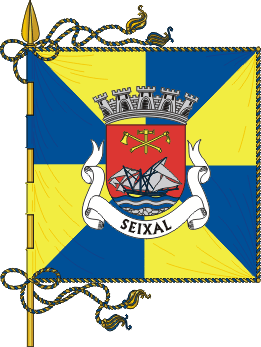
Seixal
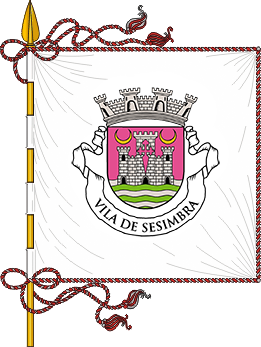
Sesimbra
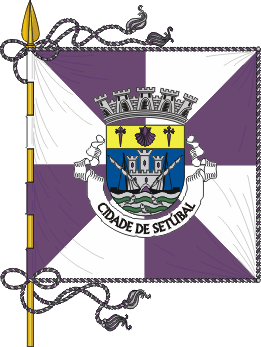
Setúbal
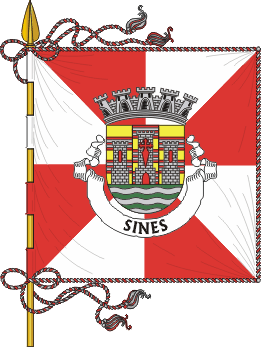
Sines

## Viana do Castelo

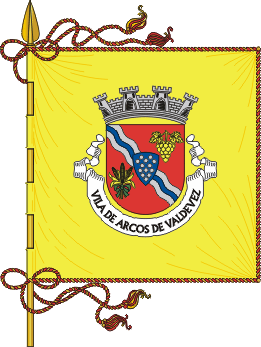
Arcos de Valdevez
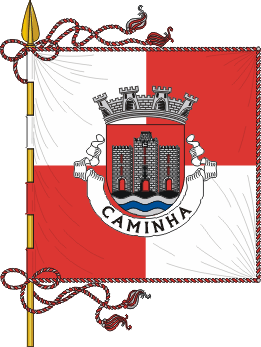
Caminha
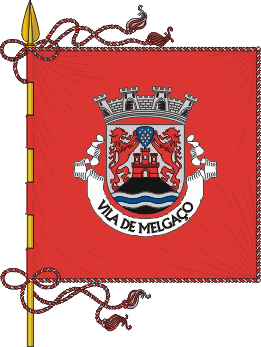
Melgaço
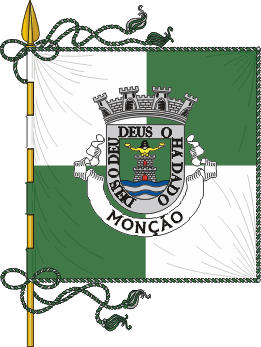
Monção
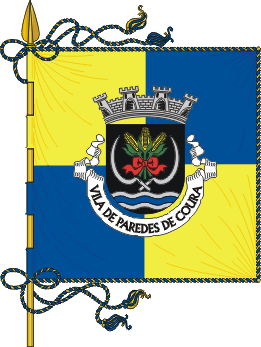
Paredes de Coura
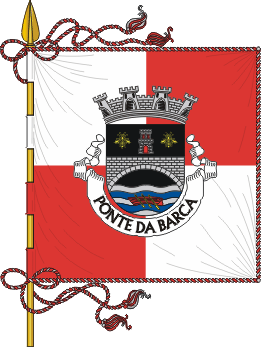
Ponte da Barca
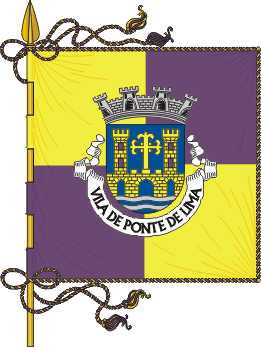
Ponte de Lima
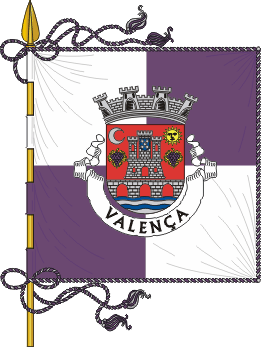
Valença
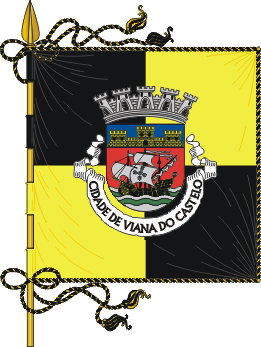
Viana do Castelo
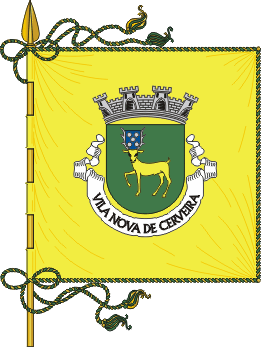
Vila Nova de Cerveira

## Vila Real

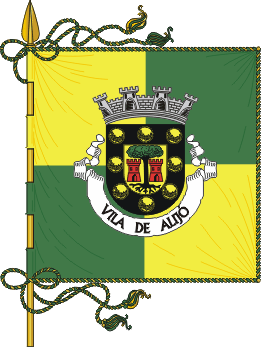
Alijó
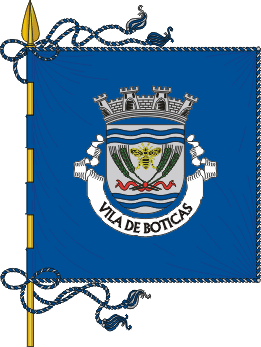
Boticas
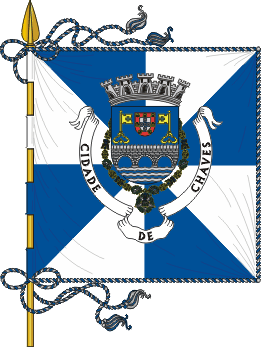
Chaves
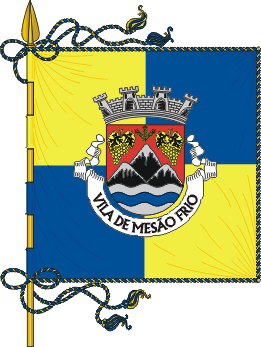
Mesão Frio
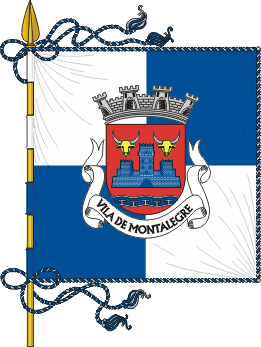
Montalegre
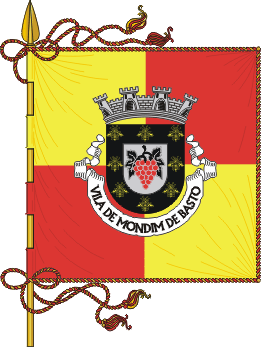
Mondim de Basto
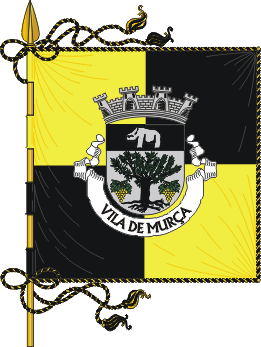
Murça
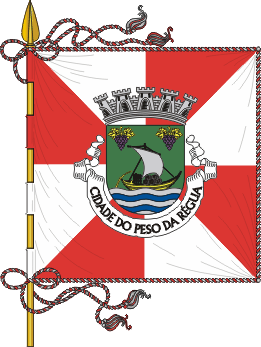
Peso da Régua
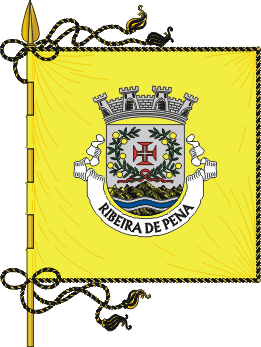
Ribeira de Pena
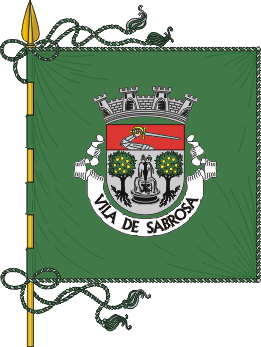
Sabrosa
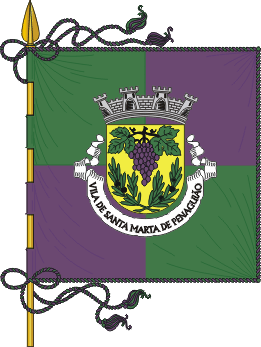
Santa Marta de Penaguião
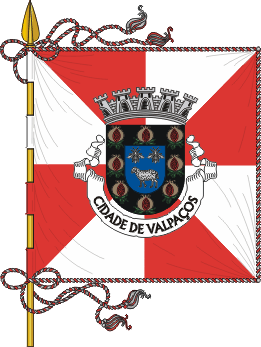
Valpaços
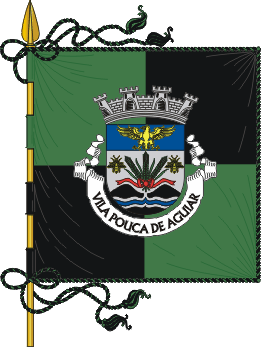
Vila Pouca de Aguiar
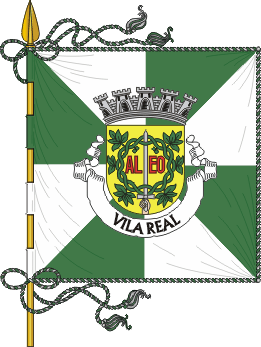
Vila Real

## Viseu

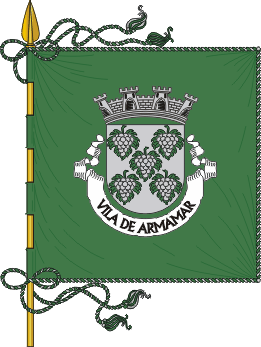
Armamar
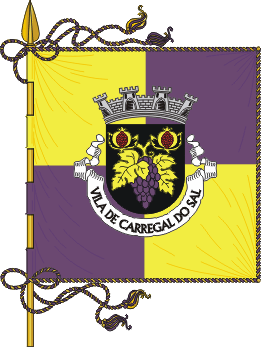
Carregal do Sal
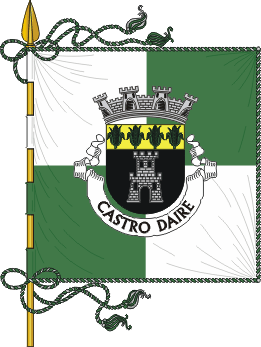
Castro Daire
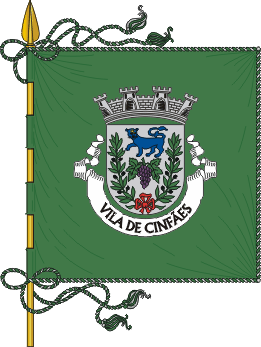
Cinfães
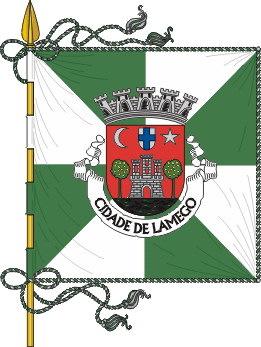
Lamego
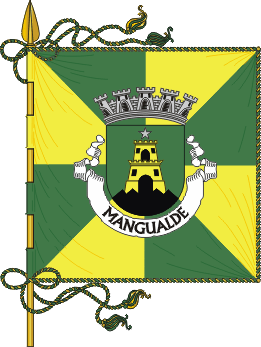
Mangualde
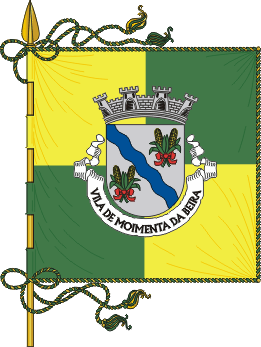
Moimenta da Beira
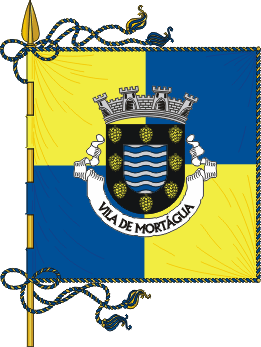
Mortágua
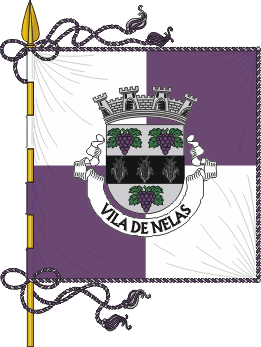
Nelas
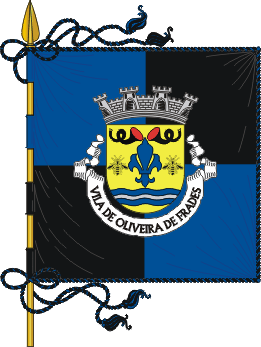
Oliveira de Frades
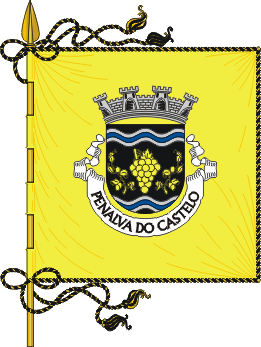
Penalva do Castelo
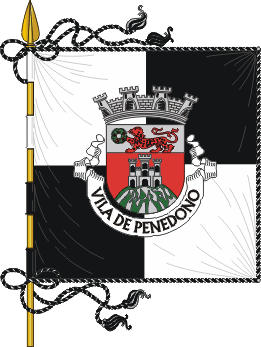
Penedono
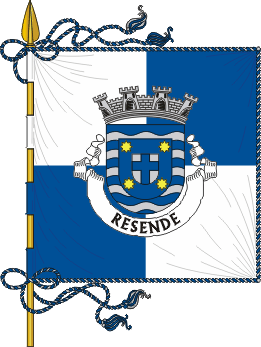
Resende
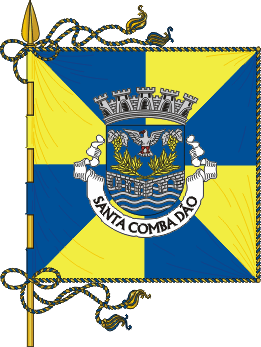
Santa Comba Dão
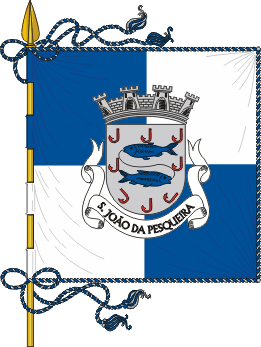
São João da Pesqueira
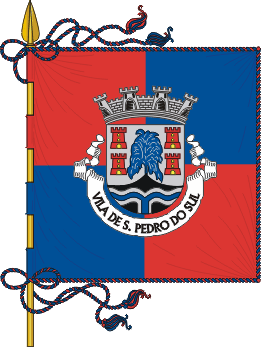
São Pedro do Sul
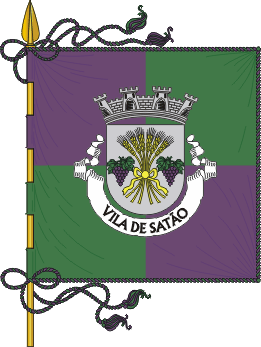
Sátão
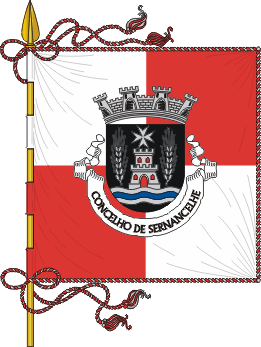
Sernancelhe
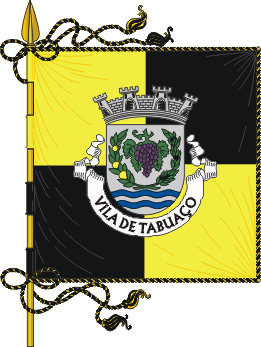
Tabuaço
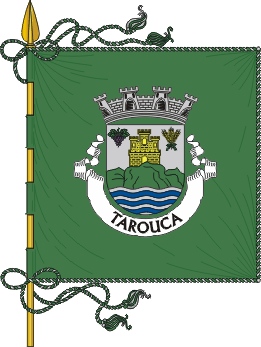
Tarouca
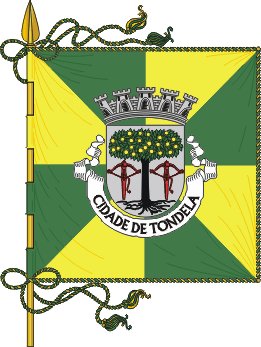
Tondela
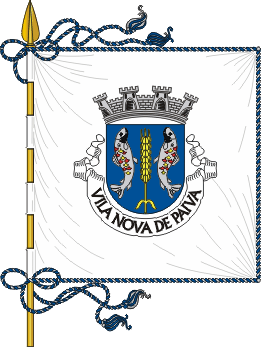
Vila Nova de Paiva
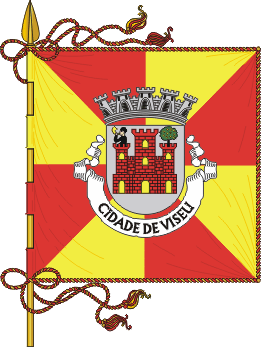
Viseu
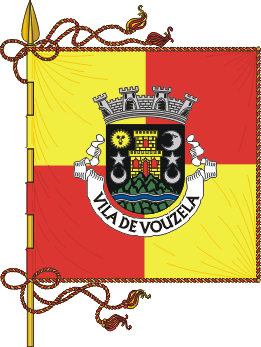
Vouzela

Andorra · Armenië · België · Bosnië en Herzegovina · Brazilië · Bulgarije · Canada · Chili · Colombia · Costa Rica · Denemarken · Duitsland · El Salvador · Estland · Frankrijk · Georgië · Indonesië · Italië · Kroatië · Letland · Liechtenstein · Litouwen · Luxemburg · Malta · Mexico · Montenegro · Nederland · Noord-Macedonië · Noorwegen · Oekraïne · Oostenrijk · Polen · Portugal · Roemenië · Rusland · San Marino · Servië · Slowakije · Spanje · Tsjechië · Venezuela · Verenigd Koninkrijk · Verenigde Staten · Wit-Rusland · Zimbabwe · Zwitserland
Historisch: België · Nederland
Zie ook: Vlaggenlijsten (per land) · Vlaggen van afhankelijke gebieden · Vlaggen van subnationale entiteiten (per land) · Lijst van vlaggen van hoofdsteden